# Organização Revolucionária Interna da Macedónia - Partido Democrático para a Unidade Nacional Macedónia
A Organização Revolucionária Interna da Macedónia - Partido Democrática para a Unidade Nacional Macedónia (em macedónio: Внатрешна македонска револуционерна организација – Демократска партија за македонско национално единство, VMRO-DPMNE) é um partido político da Macedónia.
Fundado em 1990, sobre o ideal da defesa da independência da Macedónia e do nacionalismo macedónio, o partir tornou-se o partido dominante na Macedónia.
Ideologicamente, o partido, continuando com a linha nacionalista, segue uma linha conservadora e democrata-cristã, sendo um firme defensor da adesão da Macedónia à União Europeia e à NATO.
O partido é associado do Partido Popular Europeu e da União Internacional Democrata.

## Resultados eleitorais

### Eleições presidenciais
| Data | Candidato apoiado    | 1ª Volta | 1ª Volta   | 2ª Volta | 2ª Volta   |
| Data | Candidato apoiado    | Votos    | %          | Votos    | %          |
| ---- | -------------------- | -------- | ---------- | -------- | ---------- |
| 1994 | Ljubisha Georgievski | 197 109  | 21,6 (2.º) |          |            |
| 1999 | Boris Trajkovski     | 219 098  | 21,1 (2.º) | 582 808  | 53,2 (1.º) |
| 2004 | Sasko Kedev          | 309 132  | 34,1 (2.º) | 329 179  | 37,4 (2.º) |
| 2009 | Gjorge Ivanov        | 345 850  | 35,0 (1.º) | 453 616  | 63,1 (1.º) |
| 2014 | Gjorge Ivanov        | 449 442  | 51,7 (1.º) | 534 910  | 55,3 (1.º) |

### Eleições legislativas
| Data | Votos   | %          | +/-     | Deputados | +/- | Status            |
| ---- | ------- | ---------- | ------- | --------- | --- | ----------------- |
| 1990 | 154 101 | 14,3 (3.º) |         | 38 / 120  |     | Oposição          |
| 1994 | 141 494 | 14,3 (2.º) | Estável | 0 / 120   | 38  | Extra-parlamentar |
| 1998 | 312 669 | 28,1 (1.º) | 13,8    | 49 / 120  | 49  | Governo           |
| 2002 | 298 404 | 25,0 (2.º) | 3,1     | 33 / 120  | 16  | Oposição          |
| 2006 | 303 543 | 32,5 (1.º) | 7,5     | 45 / 120  | 12  | Governo           |
| 2008 | 481 501 | 48,8 (1.º) | 16,3    | 63 / 120  | 18  | Governo           |
| 2011 | 438 138 | 39,0 (1.º) | 9,8     | 56 / 123  | 7   | Governo           |
| 2014 | 481 615 | 43,0 (1.º) | 4,0     | 61 / 123  | 5   | Governo           |
| 2016 | 454 519 | 39,4 (1.º) | 3,6     | 51 / 120  | 10  | Oposição          |
| 2020 | 315 344 | 34,6 (2.º) | 4,8     | 44 / 120  | 7   | Oposição          |